# Nöjesmassakern
Nöjesmassakern var ett underhållningsprogram från Sveriges Television som hade premiär den 11 oktober 1985. De fyra programledarna var Sven Melander, Åke Cato, Gösta Engström och Jon Skolmen. I redaktionen medverkade Pelle Berglund och Lasse Hallström. Producent var Monica Eek. I varje program medverkade också ett flertal artister.
Programmet blev en tittarsuccé och det nionde avsnittet sågs enligt tittarmätningar av 4 732 200 personer eller 66 procent av svenskarna. Serien reprissändes under sommaren 1988 och sommaren och hösten 1994 i SVT. Den 22 augusti 2009 visades ett avsnitt ur serien i Minnenas television.
Det nonsensartade namnet Nöjesmassakern var en lek med namnet på föregångaren, Nöjesmaskinen.

## Specialavsnitt
Ett specialklippt avsnitt deltog i TV-festivalen i Montreux 1986 under titeln Swedish Mess, där titeln i vinjetten först dök upp som ”Swedish Massage” och sedan ändrades till ”Swedish Message” innan de tre sista bokstäverna ramlade bort.
Medverkade gjorde Åke Cato, Gösta Engström, Sven Melander och Jon Skolmen. Gäster: amerikanska musikartisten Nona Hendryx, komikern artisten skådespelaren Björn Skifs och skådespelaren Brasse Brännström.
Flera av sketcherna ur serien gavs ut på två LP-skivor, med Full Rulle och Full Rulle igen! som titlar. Den 5 november 2008 släpptes en DVD med det bästa ur programmet. DVD:n består av tre skivor och är närmare fyra timmar lång. En intervju från 2008 med Melander, Cato, Skolmen och Engström finns också med på DVD:n.

## Fasta inslag
- Rattmuffen, ett trafikmagasin, med Cato och Melander som programledare. Trafikexpert Petter Nicklasson, spelad av Engström, medverkade också. Nicklassons främsta devis var ”Rimfrost - rattmuff på, tjällossning - rattmuff av”.
- De tyska kockarna Werner och Werner (Melander och Cato. Efternamnet Melon).
- De hårdsupande danska bagarna Preben och Preben, spelade av Melander och Cato, som senare återkom i Tack för kaffet. Sketcherna var en parodi på matlagningsprogram, där bagarna i stället för att baka ideligen tog en lille en (”bare en lille en”).
- Trollet Rulle (Melander). Rulle är ett troll som har korta monologsketcher enligt mönster
–Hej alla barn, jag heter Rulle! Jag är full – full Rulle! Hej då!

Den kostym som användes av Melander i rollen som Rulle, hade från början sytts för Stig Järrel som maktmästare Gorm i TV-julkalendern Trolltider.
- Charterresenärerna Olle och Helge, gestaltade av Melander och Skolmen, är huvudpersoner i en serie sketcher. De är två medelålders alkoholister som är på charterresa och planerar inköp och konsumtion av alkoholdrycker (”du måste tänka på pocenten!”). Helge tolkar ofta Olles uttalanden lite för bokstavligt och får därmed ofta höra av Olle att ”det är bara ett exempel, Helge!”. Inspirerat av Melanders rollfigur Berra Olsson i Sällskapsresan, där Jon Skolmen hade en av huvudrollerna.
- Den vilde jägaren (Skolmen). Korta sketcher där Skolmen klädd i jägarkläder gick runt med gevär och sköt av ett skott varpå helt andra filmklipp klipptes in där någon ramlade, körde av vägen, eller där saker rasade ihop. Exempelvis i en sketch råkade jägaren skjuta snett ned mot marken, varpå bowlingkäglor som slogs ned klipptes in.
- Steve med Lloyden, en norrländsk raggare gestaltad av Melander. Figuren byggde på en historia som Melander drog om en norrlänning som fick problem med sin Lloyd och blev bogserad. När publiken gillade historien uppfann han en ”gubbe” och gjorde fler historier.

## Medverkande artister
- 11 oktober 1985 - Tema hårdrock med Joey Tempest och Tommy Nilsson. Medverkade gjorde även Björn Skifs och sångerskan Sandra
- 18 oktober 1985 - Bobbysocks och Nik Kershaw
- 25 oktober 1985 - Chris Isaak, Sanne Salomonsen och Thompson Twins
- 1 november 1985 - Di sma undar jårdi och Mireille Mathieu
- 8 november 1985 - Bonnie Tyler, Laura Branigan och Harry Brandelius
- 15 november 1985 - Pernilla Wahlgren och A-ha
- 22 november 1985 - Svenne & Lotta och Nona Hendryx
- 29 november 1985 - Susanne Alfvengren
- 6 december 1985 - Bröderna Herrey och Jennifer Rush
- 13 december 1985 - Grace Jones och Björn Skifs